# Родине (Жировница)
Родине (словен. Rodine) су насељено место у општини Жировница, Горењска регија, Словенија.

## Историја
До територијалне реорганизације у Словенији биле су у саставу старе општине Јесенице.

## Становништво
У попису становништва из 2011. године, Родине су имале 338 становника.
| Број становника према пописима | Број становника према пописима | Број становника према пописима |
| ------------------------------ | ------------------------------ | ------------------------------ |
| 1991                           | 2002                           | 2011                           |
| 326                            | 340                            | 338                            |

## Галерија
- табла на улазу
- црквени олтар
- Јаленова кућа
- залазак сунца над пољима пшенице